# Giá (toán học)
Trong toán học, giá của một hàm số thực f trên một tập 'X' đôi khi được định nghĩa là tập con của X mà trên đó f có giá trị khác 0. Tình huống thường gặp nhất là khi X là một không gian tô pô, chẳng hạn đường số thực, và f là một hàm liên tục. Trong trường hợp đó, giá của f được định nghĩa là tập con đóng nhỏ nhất của X mà f có giá trị bằng 0 ở ngoài tập đó. Giá tô pô là bao đóng của giá lý thuyết tập hợp (set-theoretic support).
Trong lý thuyết xác suất, giá của một phân bố xác suất là bao đóng của tập các giá trị có thể của một biến ngẫu nhiên có phân bố đó.